# 常用經文
常用經文或稱彌撒常用經文（拉丁語：ordinarium）是天主教會在內的西方基督教教派禮拜儀式的聖餐禮或時辰禮儀相當不依照當時日期而改變的部分，因此與依照日期而選定的禮儀部分－名稱專用經文（拉丁語：proprium）－有所不同。常用經文亦可指通用整個聖人類型（譬如宗徒或殉道聖人）的禮儀部分。
不過，天主教彌撒和時辰禮儀的常用經文又不是完全不依照時間的，因為在某些時期會有微小的改變，譬如四旬節之時阿肋路亞被略去並在復活期彌撒之時恢復。